# Douradina (Mato Grosso del Sur)
Douradina es un pequeño municipio brasileño ubicado en el centro del estado de Mato Grosso do Sul, fue fundado el 20 de diciembre de 1982.
Situado a una altitud de 553 m s. n. m., su población según los datos del IBGE para el año 2009 es de 5.075 habitantes, posee una superficie de 280 km² y una densidad de 16.8 hab/km².
El IDH es de 0.713 y el PIB per cápita es de aproximadamente 7000 dólares americanos.